# Toxeus
Toxeus es un género de arañas saltarinas de la familia Salticidae.

## Especies
- Toxeus alboclavus Jose & Sudhikumar, 2022
- Toxeus bicuspidatus (Yamasaki, 2012)
- Toxeus cuneatus (Badcock, 1918)
- Toxeus globosus (Wanless, 1978)
- Toxeus grossus (Edmunds & Prószyński, 2003)
- Toxeus hirsutipalpi (Edmunds & Prószyński, 2003)
- Toxeus jajpurensis (Prószyński, 1992)
- Toxeus latithoracicus (Yamasaki & Hung, 2012)
- Toxeus magnus (Saito, 1933)
- Toxeus maxillosus C. L. Koch, 1846
- Toxeus septemdentatus (Strand, 1907)
- Toxeus yamasakii Logunov, 2021